# 안나 세도코바
안나 볼로디미리우나 세도코바(우크라이나어: А́нна Володи́мирівна Сєдоко́ва, 러시아어: А́нна Влади́мировна Седоко́ва 안나 블라디미로브나 세도코바[*], 1982년 12월 16일 ~ )는 우크라이나의 가수, 배우, 텔레비전 사회자이다. 2002년~2004년, 걸 그룹 누 버고스의 멤버로 활동했다.

## 음반 목록
- Lichnoe (2016)

## 같이 보기
- 누 버고스